# اللبينية (ردفان)

تعديل مصدري - تعديل

اللبينية هي إحدى قرى عزلة الحبيلين بمديرية ردفان التابعة لمحافظة لحج، بلغ تعداد سكانها 315 نسمة حسب تعداد اليمن لعام 2004.